# Raiffeisenbank im Fuldaer Land
Die Raiffeisenbank im Fuldaer Land eG ist eine deutsche Genossenschaftsbank mit Sitz in der hessischen Gemeinde Großenlüder im Landkreis Fulda.

## Geschichte
Die heutige Raiffeisenbank im Fuldaer Land eG ist im Jahre 2019 aus der Fusion der Raiffeisenbank eG Großenlüder mit der Raiffeisenbank eG Flieden mit dem Sitz in Flieden hervorgegangen.
Die Anfänge sämtlicher Vorgängergenossenschaften waren ähnlich. Auf kleinster örtlicher Ebene wurden Spar- und Kreditgeschäfte u. a. in Johannesberg und in Weidenau anfänglich in den Privatwohnungen der Kassenrechner abgewickelt. Später waren die Banken auch vermehrt als Warengenossenschaften für den landwirtschaftlichen Bedarf tätig und stellten landwirtschaftliche Maschinen für die gemeinschaftliche Nutzung zur Verfügung.
Nach dem Zweiten Weltkrieg expandierten die einzelnen Banken stark, vergrößerten das Bilanzvolumen und bezogen größere Geschäftsräume. Das Warengeschäft wurde im Laufe der Zeit aufgegeben. Sich ständig veränderndes Kundenverhalten, die gesetzliche Regulatorik, der Preiswettbewerb und das anhaltend niedrige Zinsniveau führten dazu, dass Strukturanpassungen seitens der Banken erfolgten.

### Raiffeisenbank eG Großenlüder
Die ehemalige Raiffeisenbank eG Großenlüder wurde am 27. März 1892 als „Großenlüderer Darlehenskassenverein“ von 103 Bürgern aus Großenlüder, Müs, Uffhausen und Eichenau gegründet. 
Sie entstand im Jahr 1991 durch die Fusion der Raiffeisenbank eG Großenlüder mit der Raiffeisenbank Haimbach eG mit dem Sitz in Haimbach und der Raiffeisenbank Vorderer Vogelsberg eG mit dem Sitz in Hosenfeld. 
Diese drei Banken waren durch Zusammenschlüsse von ursprünglich als Darlehensvereinen gegründeten Banken entstanden (in Klammern jeweils das Gründungsjahr):
- 1968 - Fusion der Raiffeisenkasse Haimbach eGmbH (1894) mit der Raiffeisenkasse Harmerz eGmbH (1893) mit dem Sitz in Harmerz
- 1969 - Fusion der Raiffeisenkasse Haimbach eGmbH mit der Raiffeisenkasse Giesel eGmbH (1895) mit dem Sitz in Giesel
- 1968 - Fusion der Raiffeisenkasse Blankenau eGmbH (1924) mit dem Sitz in Blankenau mit der Raiffeisenkasse Hainzell eGmbH (1893) mit dem Sitz in Hainzell und der Raiffeisenkasse Hosenfeld eGmbH (1893) mit dem Sitz in Hosenfeld zur Raiffeisenkasse Vorderer Vogelsberg eGmbH
- 1980 - Fusion der Raiffeisenbank Vorderer Vogelsberg eG mit der Raiffeisenkasse Hauswurz eG (1893) mit dem Sitz in Hauswurz
- 1968 - Fusion der Raiffeisenkasse Großenlüder eGmbH mit der Raiffeisenkasse Kleinlüder eGmbH (1893) mit dem Sitz in Kleinlüder
- 1973 - Fusion der Raiffeisenkasse Großenlüder eGmbH mit der Raiffeisenkasse Bimbach eGmbH (1886) mit dem Sitz in Bimbach
- 1978 - Fusion der Raiffeisenbank eG Großenlüder mit der Raiffeisenbank Bad Salzschlirf e.G. (1896) mit dem Sitz in Bad Salzschlirf

### Raiffeisenbank eG Flieden
Die Geschichte der ehemaligen Raiffeisenbank eG Flieden begann am 3. Mai 1882 mit der Gründung des Fliedener Darlehnskassen-Vereins als erste Genossenschaft im Altkreis Fulda. Schon am Gründungstag trugen sich 112 Personen als Mitglieder ein. Weitere Darlehnskassen wurden 1884 in Rückers und 1924 in Magdlos gegründet.
Die Spar- und Darlehnskasse Flieden eGmbH fusionierte im Jahr 1960 mit Spar- und Darlehnskasse Magdlos eGmbH mit dem Sitz in Magdlos zur Raiffeisenbank eGmbH Flieden und im Jahr 1970 mit der Spar- und Darlehnskasse Rückers eGmbH.

## Rechtsverhältnisse
Die Raiffeisenbank im Fuldaer Land eG ist im Genossenschaftsregister beim Amtsgericht Fulda unter GnR 103 eingetragen.

## Organisationsstruktur
Rechtsgrundlagen sind das Kreditwesengesetz (KWG), das Genossenschaftsgesetz und die durch die Vertreterversammlung beschlossene Satzung. Organe der Bank sind der Vorstand, der Aufsichtsrat und die Vertreterversammlung.

## Sicherungseinrichtung
Die Raiffeisenbank im Fuldaer Land eG ist der amtlich anerkannten Sicherungseinrichtung des Bundesverbandes der Deutschen Volksbanken und Raiffeisenbanken GmbH und der zusätzlichen freiwilligen Sicherungseinrichtung des Bundesverbandes der Deutschen Volksbanken und Raiffeisenbanken e.V. angeschlossen.

## Geschäftsausrichtung
Die Raiffeisenbank im Fuldaer Land eG betreibt das Universalbankgeschäft. Sie bietet Produkte zu Finanzierungen, Geldanlagen und Versicherungen für Privatpersonen und institutionelle Kunden. Außerdem stellt sie den weltweiten Handel an der Börse zur Verfügung. Der Service beinhaltet nicht nur Immobilienvermittlung, sondern auch Angebote zu Urlaubs- und Informationsreisen. Im Verbundgeschäft arbeitet sie mit der DZ Bank, R+V Versicherung, Bausparkasse Schwäbisch Hall, Teambank, VR Leasing,  DZ Hyp und der Union Investment zusammen.

## Geschäftsgebiet
Das Geschäftsgebiet liegt im westlichen Teil des Landkreises Fulda. Sie hat ihren Schwerpunkt im  in den Gemeinden Großenlüder, Flieden, Hosenfeld, Bad Salzschlirf und in einigen westlichen Stadtteilen der Stadt Fulda. 
An diesen Orten betreibt die Bank Filialen:
- Großenlüder (Hauptstelle, jur. Sitz)
- Flieden (Geschäftsstelle)
- Hosenfeld (Geschäftsstelle)
- Bad Salzschlirf (Geschäftsstelle)
- Haimbach (Geschäftsstelle)